# Forthbank Stadium
Le Forthbank Stadium (couramment appelé Forthbank) est un stade de football construit en 1993 et situé à Stirling, en Écosse.
D'une capacité de 3 808 places dont 2 508 assises, il accueille depuis sa création les matches à domicile du Stirling Albion, club membre de Scottish Professional Football League, mais aussi, plus récemment, du Stirling University (en), club de la Lowland Football League. Il ne doit pas être confondu avec le Forthbank Park (en), ancien stade du King's Park, détruit pendant la Seconde Guerre mondiale.

## Histoire
Le Forthbank Stadium est le stade principal de la ville de Stirling, le troisième historiquement après le Forthbank Park (en) détruit pendant la Seconde Guerre mondiale et après Annfield Stadium qui avait pris la suite. Construit à la demande du council area de Stirling qui en est le propriétaire, il est depuis lors le stade de Stirling Albion. Depuis 2013 et la création de la Lowland Football League, le club de Stirling University (en) joue aussi ses matches à domicile au Forthbank Stadium.
Il se compose de deux tribunes (Ouest, pour les supporteurs à domicile et qui contient aussi des loges, et Est, pour les supporteurs visiteurs ainsi que les zones presse et sécurité) et de deux terrasses (Sud, pour les supporteurs à domicile, et Nord, pour les supporteurs visiteurs).
Un lycée, le St Modan's High School (en), jouxte le stade et a été construit en même temps que celui-ci.

## Affluence
Le record d'affluence a été établi le 15 février 1996 pour un match de Coupe d'Écosse entre Stirling Albion et Aberdeen avec 3 808 spectateurs (soit à guichets fermés).
Les moyennes de spectateurs pour les précédentes saisons sont :
- 2014-2015: 770 (League One)
- 2013-2014: 616 (League Two)

## Transport
La gare la plus proche est la gare de Stirling (en), située à 20 minutes à pied. Le stade est rapidement accessible depuis l'autoroute M80 (en) ou par l'A91 (en).